# The Brian Jonestown Massacre
The Brian Jonestown Massacre (ofta förkortat BJM) är ett amerikanskt psykedeliskt rockband, bildat 1990 i San Francisco, Kalifornien. Det leds av sångaren och gitarristen Anton Newcombe. 
Bandets namn är en referens dels till The Rolling Stones-medlemmen Brian Jones, dels till det mass-självmord som ägde rum i Jonestown.

## Medlemmar

### Nuvarande medlemmar
- Anton Newcombe - sång, gitarr (1990–)
- Joel Gion – tamburin (1994–1999, 2001, 2004–)
- Ricky Maymi – gitarr (1990–1993, 2003–)
- Hákon Aðalsteinsson – guitars (2018–)
- Hallberg Daði Hallbergsson – basgitarr (2018–)
- Sara Neidorf – trummor (2018–)

### Tidigare medlemmar (urval)
- Patrick Straczek - gitarr (1990–1991)
- Jeff Davies – gitarr, orgel (1992–1999, 2001–2003)
- Dean Taylor – gitarr (1996–1999)
- Peter Hayes – gitarr (1997–1998)
- Travis Threlkel – gitarr (1990–1993)
- Matt Hollywood – gitarr, sång (1990–1998, 2010–2015)
- Brian Glaze – trummor (1994–1996), turnerande medlem (1997–1998)
- Brad Artley – trummor (1996–1997)
- Miranda Lee Richards – gitarr, sång (1997, 1999)
- Peter Hayes – gitarr (1997–1998)
- Frankie Emerson – gitarr (2000–2015)
- Rob Campanella – keyboard, orgel, gitarr (2000–2018)
- Dave Koenig – basgitarr (2001–2004)
- Dan Allaire – trummor (2002–2018)
- Matthew J. Tow – gitarr (2003)
- Collin Hegna – basgitarr (2004–2018)
- Ryan Van Kriedt – gitarr (2015)

## Diskografi

### Studioalbum
- 1995 – Methodrone
- 1995 – Spacegirl & Other Favorites
- 1996 – Take It from the Man! (med låten "In My Life")
- 1996 – Their Satanic Majesties' Second Request
- 1996 – Thank God for Mental Illness
- 1997 – Give It Back
- 1998 – Strung Out in Heaven
- 1999 – Bringing It All Back Home - Again
- 2001 – Bravery, Repetition and Noise
- 2003 – ...And This Is Our Music
- 2008 – My Bloody Underground
- 2010 – Who Killed Sgt Pepper?
- 2012 – Aufheben
- 2014 – Revelation
- 2015 – Musique de Film Imaginé
- 2016 – Third World Pyramid
- 2017 – Don't Get Lost
- 2018 – Something Else
- 2019 – The Brian Jonestown Massacre

### EP
- 1997 – This Is Why You Love Me
- 1998 – Love
- 1999 – Bringing It All Back Home – Again
- 2000 – Zero (Songs from Bravery, Repetition and Noise)
- 2001 – If I Love You?
- 2003 – If Love Is The Drug Then I Want To OD
- 2005 – We Are the Radio
- 2008 – Just Like Kicking Jesus
- 2009 – Smoking Acid
- 2009 – One
- 2013 – Fist Full of Bees
- 2013 – Revolution Number Zero
- 2014 – +/– EP
- 2015 – Mini Album Thingy Wingy

### Singlar
- 1992 – "She Made Me" / "Evergreen"
- 1993 – "Convertible" / "Their Majesties 2nd Request (Enrigue's Dream)"
- 1994 – "Hide & Seek" / "Methodrone (Live at the Compound)"
- 1995 – "Cold To The Touch" / "Anemone"
- 1996 – "Never Ever" / "Feelers"
- 1997 – "Not If You Were The Last Dandy On Earth" / "Untitled"
- 1998 – "Love" / "Wasting Away (Demo)" / "This Is Why You Love Me"
- 2003 – "Prozac vs Heroin" / "Nailing Honey To The Bee"
- 2003 – "If Love Is The Drug Then I Want To OD" / "When Jokers Attack"
- 2010 – "Iluminomi" / "There’s A War Going On"
- 2016 – "La Façon Dont La Machine Vers l'Arrière" / "La Façon Dont La Machine Vers l'Arrière" (Al Lover Remix)
- 2016 – "Bout Des Doigts" / "Fingertips"
- 2016 – "The Sun Ship" / "Playtime"
- 2017 – "Groove is in the Heart" / "Throbbing Gristle"
- 2017 – "Open Minds Now Close" / "Melody's Actual Echo Chamber" / "Öppna Sinnen Stängs Nu"
- 2017 – "Dropping Bombs on the Sun (UFO Paycheck)" / "Geldenes Herz Menz"
- 2018 – "Hold That Thought" / "Drained"
- 2018 – "Forgotten Graves" / "Tombes Oubliées"

### Livealbum
- 1998 – Peel Session 1998
- 2003 – Live at KVRX: 03/14/03
- 2005 – Live Lollapalooza - Chicago, IL: 07/23/05
- 2005 – Live Transmusicales - Rennes, France: 12/09/05
- 2008 – Live At The Hi-Fi: Melbourne, Australia, 30th August 2008

### Samlingsalbum
- 1998 – This Is Why You Love Me"
- 2004 – The Diane Perry Tape
- 2004 – Your Side of Our Story
- 2004 – Tepid Peppermint Wonderland: A Retrospective
- 2005 – ORG-An-Ized Singles
- 2011 – Singles Collection 1992 - 2011
- 2012 – Pol Pot's Pleasure Penthouse